# فهرست مکان‌های ماجراهای تن‌تن
این‌ها مکان‌های خیالی هستند در ماجراهای تن‌تن و میلو، مجموعه کمیک نوشته نویسنده و کارتونیست بلژیکی، هرژه.

## آ
- آلکازاروپولیس: نام مستعاری برای لوس دوپیکاس
- ایستو: شهری در سیلداویا
- ایستداون: ذکر شده در جزیره سیاه

## ب
- بقار: شهر بندری در مراکش
- بوردوریا: کشوری در شبه‌جزیره بالکان
- قلعه بن مور: قلعه‌ای در اسکاتلند

## پ
- پیلچاردانیا: ذکر شده در گل آبی
- پولداویا: ذکر شده در گل آبی
- دریاچه پولیشوف: دریاچه کوسه‌ها در سیلداویا
- پولاو-پولاو بومپا: جزیره‌ای در سندونزیا

## ت
- تاپیوکاپولیس: نام سابق لوس دوپیکاس
- ترنکسکوتل: جایی در سن تئودور

## چ
- چاوانز

## خ
- خمد: کشوری در دریای سرخ
- خمیخال: شهر بندری در خمد
- خور-بیونگ: جایی در تبت

## د
- دبرنوک: شهری در سیلداویا
- دوماک: شهری در سیلداویا

## ر
- رد داگ سیتی (همچنین شناخته‌شده به نام ردسکین سیتی): شهر تخیلی در غرب میانه آمریکا، ذکر شده در تن‌تن در آمریکا

## ز
- زلیپ: شهری در سیلداویا
- کوه‌های زمیلپترنین: در سیلداویا

## س
- سن تئودور: کشوری در آمریکای لاتین
- سن فچیون: پایتخت نووریکو
- ساو ریکو: کشوری در آمریکای لاتین
- سبروج: مرکز فضایی در سیلداویا
- سیلداویا: کشوری در شبه‌جزیره بالکان
- سوهود: پیتخت بوردوریا
- جزیره سیاه: جزیره‌ای در اسکاتلند

## ش
- شیکاگو:  شهری در آمریکا آمده در تن تن در آمریکا
- شانگهای:  شهری در چین آمده در نیلوفر آبی

## ک
- کیلتاچ: ذکر شده در جزیره سیاه
- کلو: پایتخت سیلداویا
- کراگونیدین: شهری در دریاچه پولیشوف

## گ
- گایپاجاما: در هند

## ل
- لوس دوپیکاس: پایتخت سن تئودور

## م
- مارلین‌شایر: مکان کاخ مارلین‌اسپایک در نسخه‌های انگلیسی
- کاخ مولنسار یا مارلین‌اسپایک: کاخ اجدادی کاپیتان هادوک
- رود مولتوس: رودی در سیلداویا

## ن
- نیدزدرو: شهری در سیلداویا
- نووریکو: کشوری در آمریکای لاتین
- نیویورک  شهری در آمریکا آمده در تن تن در آمریکا

## و
- ورگسه: شهری فرانسوی در کوه‌های آلپ
- وادزداه: پایتخت خمد
- رود ولادیر: رودی در سیلداویا

## ۲
- خیابان ۲۶ لابرادور: نشانی آپارتمان تن‌تن

## ۳
- خیابان ۳۸ نایتینگیل: نشانی در کلو، رستوران سیلداویایی